# メッツォコローナ
メッツォコローナ（イタリア語: Mezzocorona）は、イタリア共和国トレンティーノ＝アルト・アディジェ州トレント自治県にある、人口約5,500人の基礎自治体（コムーネ）。

## 地理

### 位置・広がり
トレント自治県北部に位置するコムーネ。県都トレントから北へ16km、州都ボルツァーノから南南西へ36kmの距離にある。

#### 隣接コムーネ
隣接するコムーネは以下の通り。括弧内のBZはボルツァーノ自治県所属を示す。
- ジョーヴォ
- メッツォロンバルド
- ロヴェレー・デッラ・ルーナ
- サロルノ・スッラ・ストラーダ・デル・ヴィーノ  (BZ)
- サン・ミケーレ・アッラーディジェ (ファエード)
- トン

## 行政

### Comunità di valle
トレント自治県が設置した広域行政組織 Comunità di valle 「ロタリアーナ＝ケーニヒスベルク」 (it:Comunità Rotaliana-Königsberg)  の事務所所在地（Capoluogo）である。この地区には以下のコムーネが含まれる。
- ラヴィース、メッツォコローナ、メッツォロンバルド、ロヴェレー・デッラ・ルーナ、サン・ミケーレ・アッラーディジェ、テッレ・ダーディジェ

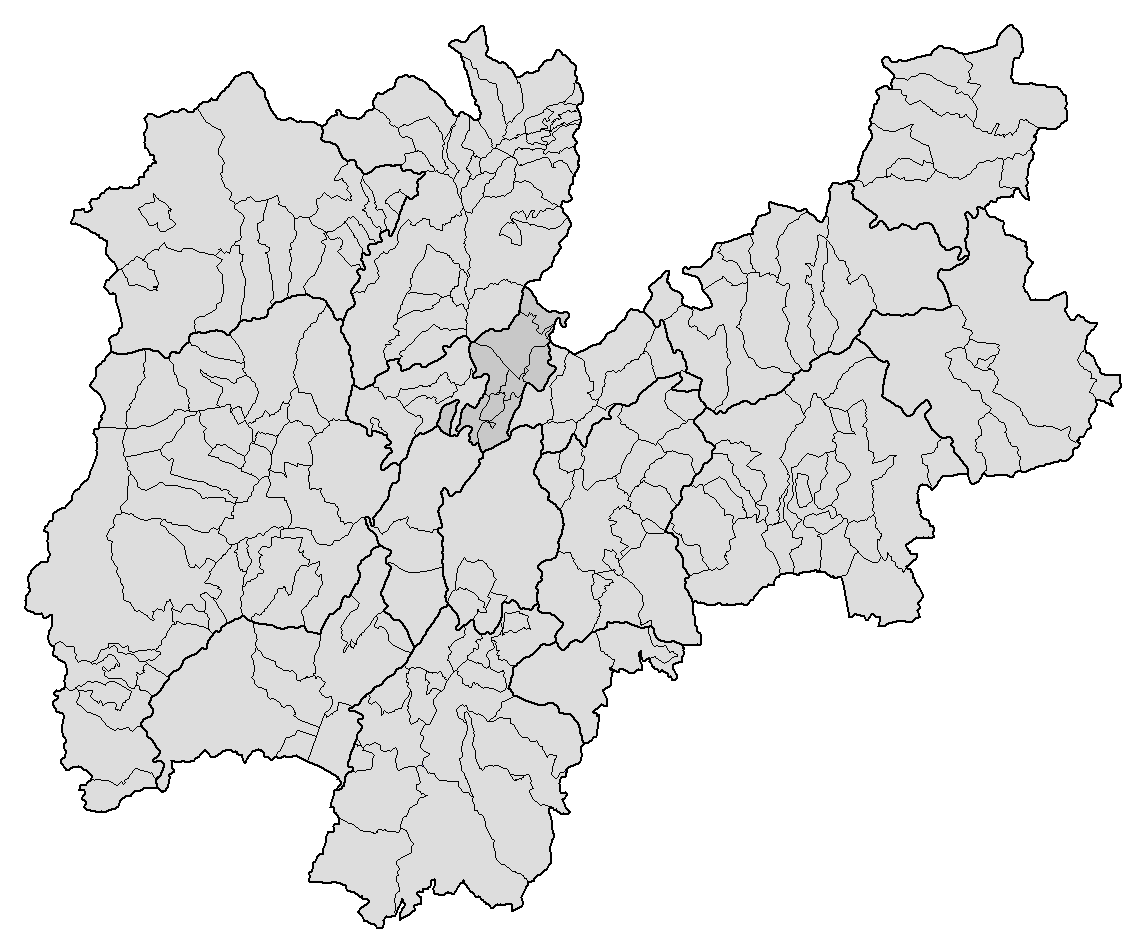
Comunità Rotaliana-Königsberg

## 住民
| 少数言語話者の割合（2011年） | 少数言語話者の割合（2011年） | 少数言語話者の割合（2011年） | 少数言語話者の割合（2011年） | 少数言語話者の割合（2011年） |
| ---------------------------- | ---------------------------- | ---------------------------- | ---------------------------- | ---------------------------- |
|                              |                              |                              |                              |                              |
| ラディン語                   | ラディン語                   |                              | 0.4%                         | 0.4%                         |
| モケーニ語                   | モケーニ語                   |                              | 0.0%                         | 0.0%                         |
| チンブロ語                   | チンブロ語                   |                              | 0.0%                         | 0.0%                         |

### 言語
2011年10月9日に行われた国勢調査によれば、20人のラディン語話者がいるが、人口（5171人）に占める割合はごく小さい。